# 展鰭真巨口魚
展鰭真巨口魚（学名：Eustomias patulus）为輻鰭魚綱巨口鱼目巨口鱼科的其中一種。分布於東大西洋區的維德角群島東部海域，為深海魚類，棲息深度可達400公尺，體長可達13.3公分。

## 扩展阅读
維基物種上的相關：展鰭真巨口魚